# Epitola semibrunnea
Epitola semibrunnea är en fjärilsart som beskrevs av George Thomas Bethune-Baker 1916. Epitola semibrunnea ingår i släktet Epitola och familjen juvelvingar. Inga underarter finns listade i Catalogue of Life.